# Якоб Фуггер
Якоб Фуггер (нім. Jakob Fugger; 6 березня 1459, Аугсбург — 30 грудня 1525, Аугсбург) — торговець і банкір, засновник торгово-банкірського дому Фуггерів, одного із найбагатших і найвпливовіших в тогочасній Європі. Гроші Фуггерів неодноразово ставали головним фактором при вирішенні багатьох питань європейської політики, зокрема при обранні іспанського короля Карла I імператором Священної Римської імперії (1519). Якоб Фуггер був знаний за прізвиськом «Багач».
Аугсбурзький хроніст Клемент Сендер відзначав:
| „Прізвище Якоба Фуггера й синів його брата добре відоме в усіх королівствах і країнах, навіть серед поган. Імператор, королі, князі й можновладці висилали до нього своїх посланців; Папа вітав його й приймав як свого найулюбленішого сина, кардинали вставали в присутності його особи...”. |

## Життєпис
Син Якоба Фуггера Старшого, підприємця і торгівця, та Барбари Бесінгер. Народився 1459 року в Аугсбурзі. У віці 14 років, відмовившись стати священником, перебрався до Венеції, де опанував банківською справою. По поверненню переконав братів звернутися до кредитно-банківських операцій. Спочатку разом з братами Ульріхом та Георгом надав позику у 150 тис. флоринів ерцгерцогу Сигімунду Габсбургу під заставу срібних копалень, які знаходили в графстві Тироль. Це дозволило збільшити торгівельні обсяги, а також почати активно кредитувати правителів європейських держав.
З 1499 банківський дім Фуггера здійснював банківські операції Папського престолу у Східній Європі. 1511 року отримав графський титул. 1514 року викупив один з кварталів Аугсбургу, де почав зводити житло для робітників (роботи велися до 1523 року). 1519 року надав Карлу Габсбургу кредит в 1 млн. 543 тис. флоринів для підкупів виборців під час обрання нового імператора Священної Римської імперії.
Це дозволило збільшити вплив в Іспанії, а також займатися операціями в іспанських колоніях Америки. Невдовзі Фуггер торгував усім: землею, майном, копальнями, металами, зброєю, коштовним камінням й тканинами. Для успішно ведення справами створив приватну розвідувальну службу. Водночас зібрав велику бібліотеку.
Після смерті Якоба в 1525 році його майно й статки успадкував небіж Антон Фуггер.